# مونتانج
مونتانج (بالفرنسية: Montanges)‏ هي بلدية فرنسية تقع في إقليم آن في فرنسا. رمز إنسي لها هو:1257. أما الرمز البريدي لها فهو: 1200.